# Georgetown College

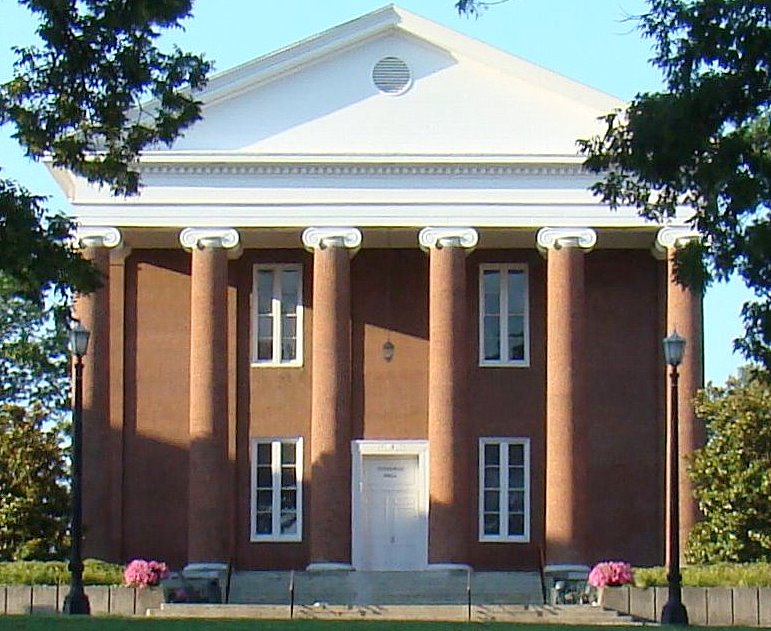
Giddings Hall

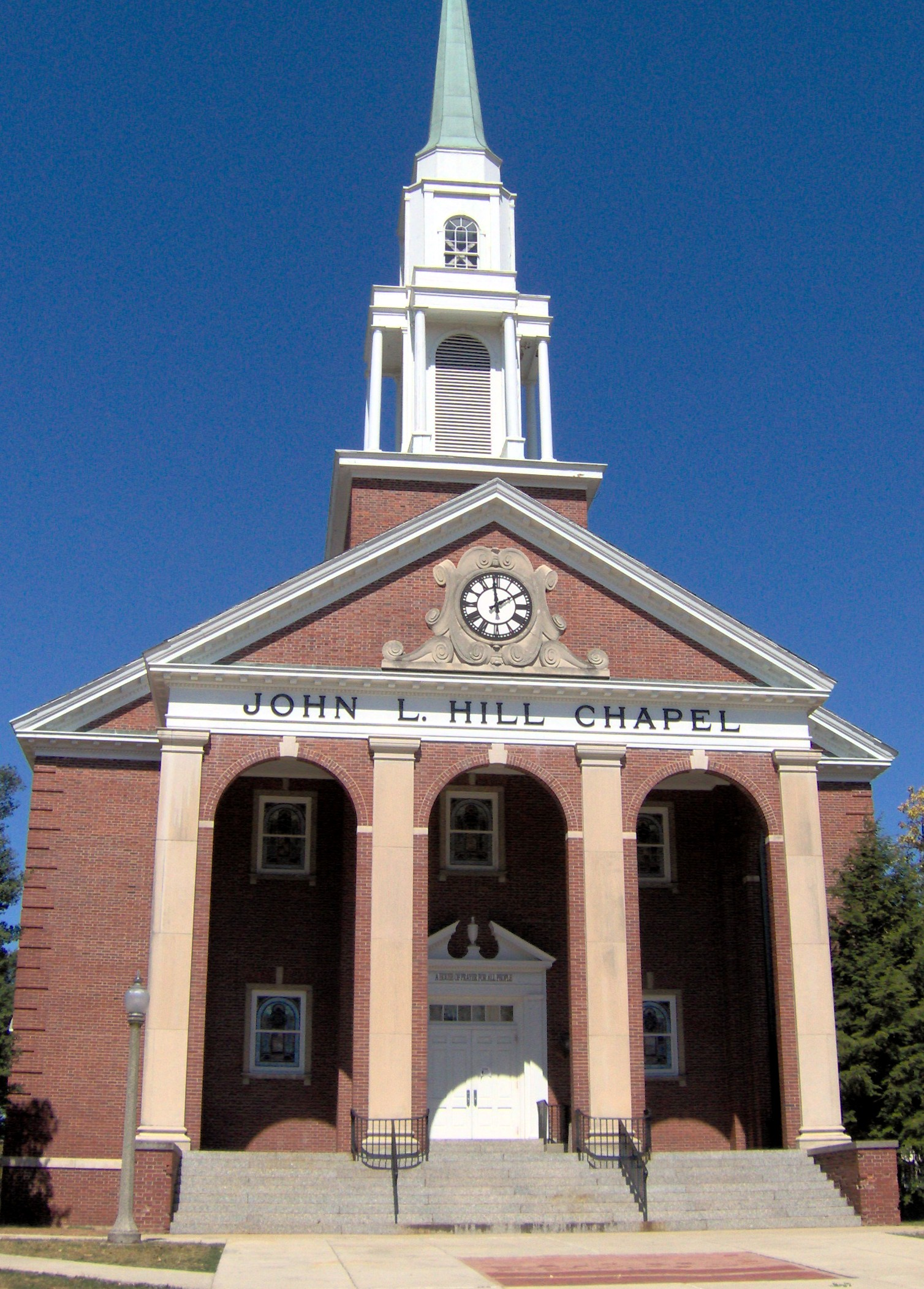
Hill Chapel

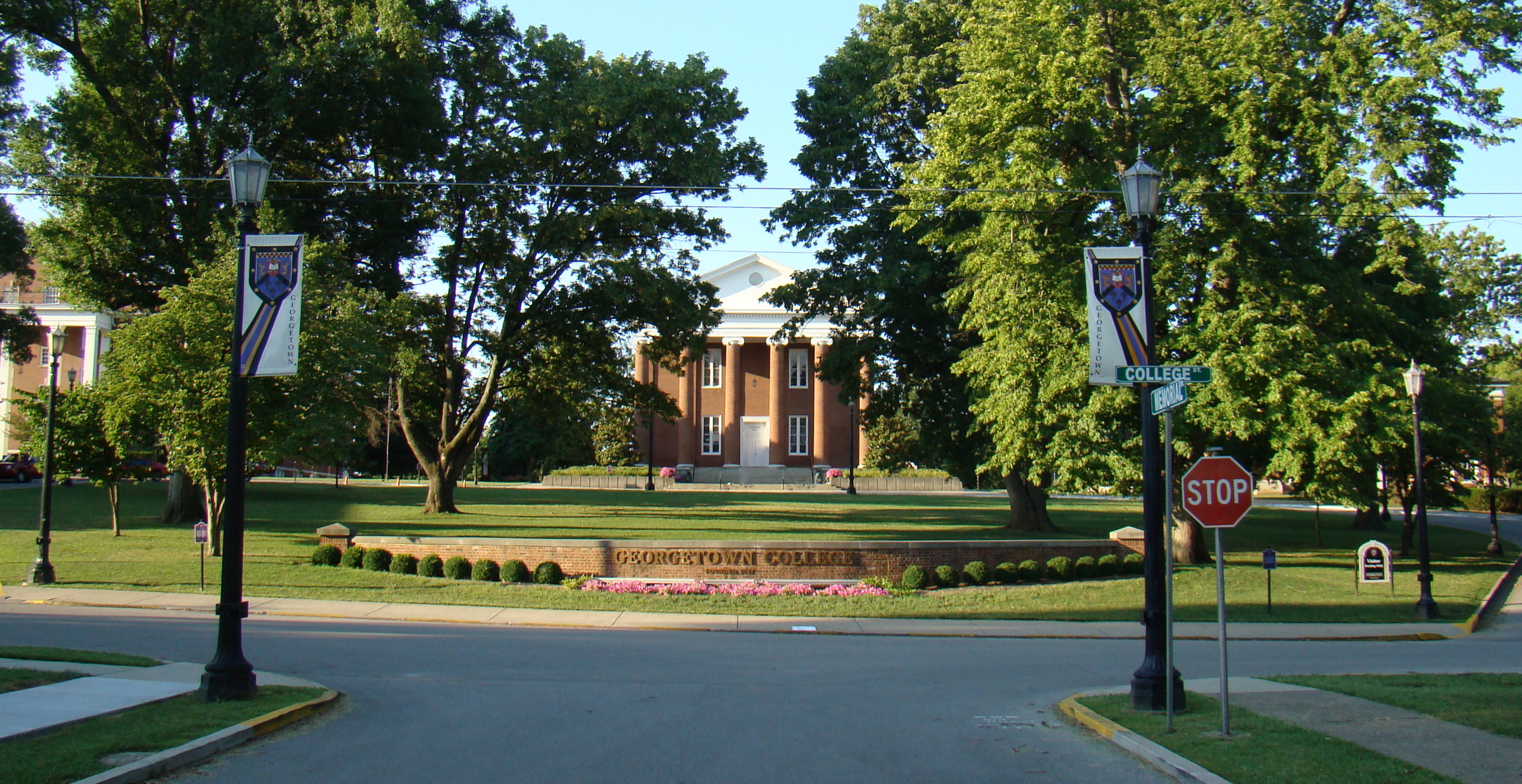
Jardim do Giddings Hall

Georgetown College é uma pequena e privada faculdade de artes localizado em Georgetown, no Kentucky, nos Estados Unidos. Fundada como uma faculdade em 1829, Georgetown College foi a primeiro faculdade batista do oeste.

## História
Em 1829, a Assembléia Legislativa de Kentucky fundou a Sociedade Batista de Educação com a finalidade de estabelecer um colégio batista no estado. Vinte e quatro curadores sob a liderança de Silas Noel selecionou a cidade de Georgetown como o local para a nova escola. Georgetown foi escolhido porque a comunidade concordou em levantar 20.000,00 dólares e doar os ativos da Rittenhouse Academy, uma escola que havia sido recentemente fechada. Rittenhouse Academy foi o antecessor da Royal Springs School.
Georgetown College teve inúmeras dificuldades em seus primeiros anos. O primeiro presidente contratado para a faculdade, William D. Staughton, morreu antes de assumir suas funções. O segundo presidente, Rev. Joel Smith Bacon, ficou dois anos antes de sair do cargo, por frustração. Em 1839, o Rev. Rockwood Giddings foi selecionado como o terceiro presidente do colégio. Durante seu curto mandato, Giddings começou a construção do Salão de Conferência, o primeiro edifício permanente para a escola. Ele fez muitos outros avanços que colocaram o colégio em pé. Giddings morreu de exaustão depois de um ano no cargo e foi substituído pelo Rev. Malcolm Howard.

## Curiosidades
- 11 alunos para 1 professor e (graduação)
- 15 alunos de graduação por classe (média)
- Quase 90% dos alunos vivem em moradias no campus.
- Aulas Georgetown são ensinados apenas por professores, mais de 96% têm doutorado ou grau mais alto.
- A taxa de Georgetown de graduação é de 68%, superior à média para a maioria das universidades estaduais e regionais e faculdades.
- 85% dos estudantes de graduação concluem o curso em quatro anos ou menos.

## Organizações escolares
Georgetown College tem quatro fraternidades nacionais (Alpha Kappa, Lambda Chi Alpha, Phi Kappa Tau e Pi Kappa Alpha) no campus. Também tem uma fraternidade independente conhecido como o Presidente da Associação da Casa, que foi formada em 1964 como uma alternativa ao sistema tradicional. A faculdade também tradicionalmente tem um número de alunos que permanecem independentes, competindo em eventos como independentes, bem como membros das organizações.

## Filiação religiosa
Georgetown College, historicamente está ligada a religião  Convenção Batista de Kentucky, mudou recentemente sua relação com a religião. O colégio mantém a sua herança batista, e ainda é afiliado com o KBC, mas não recebe dinheiro da Convenção. Ele tem o direito de eleger seus próprios curadores de forma independente, sem a aprovação da Convenção.